# São Francisco EC
Der São Francisco do Conde Esporte Clube (Abk. SFCEC) war ein brasilianischer Sportverein aus São Francisco do Conde im Bundesstaat Bahia, der ausschließlich Frauenfußball betrieb.

## Geschichte
Die Gründung des Vereins in den Neujahrstagen 2001 erfolgte in Reaktion zur Auflösung des Frauenteams des Galícia EC aus Salvador. Die heimatlos gewordenen Spielerinnen und ihr Trainer Mário Augusto Filgueiras zogen in das etwa 70 km entfernte, im Inneren der Allerheiligenbucht gelegene São Francisco do Conde und gründeten hier einen eigenen Club. Sofort übernahm dieser die Dominanz im Frauenfußball Bahias und gewann alle vierzehn bis 2015 ausgetragenen Staatsmeisterschaften. Der Verein unterhielt auch eigene Nachwuchsmannschaften.
Der Club gehörte 2007 zu den Teilnehmern der ersten Copa do Brasil Feminino und zu den ersten Teilnehmern der 2013 ins Leben gerufenen brasilianischen Frauenfußballmeisterschaft. Als Drittplatzierter des CBF-Rankings konnte er 2017 auch sofort in den Spielbetrieb der neu etablierten ersten Liga (Série A1) einsteigen, aus der er 2019 in die zweite Liga (Série A2) abstieg. In jenem Jahr nahm der Club letztmals an der Staatsmeisterschaft teil. Nach der Zweitligasaison 2020 und dem Ausbruch der COVID-19-Pandemie, stellte der Club seine Aktivitäten ein. 
Als Spielstätte nutzte der Club das Estádio Junqueira Ayres, die Heimstätte des bereits in São Francisco do Conde etablierten Vereins AA São Francisco.

## Erfolge
| Staatsmeisterschaft von Bahia | (14×): | 2001, 2002, 2003, 2004, 2005, 2006, 2008, 2009, 2010, 2011, 2012, 2013, 2014, 2015 |

## Spielerinnen
- Rafaelle Souza (Jugend, Nationalspielerin)
- Formiga (2016)